# Rhammura filicauda
Rhammura filicauda är en stekelart som beskrevs av Günther Enderlein 1905. Rhammura filicauda ingår i släktet Rhammura och familjen bracksteklar. Inga underarter finns listade i Catalogue of Life.